# Departamento Sur (Haití)
El departamento Sur (en francés: département du Sud y en criollo haitiano: depatman Sid) es uno de los diez departamentos (départements) de Haití. Tiene un área de 2794 km² y una población de 745 000 habitantes (2002). Su capital es Los Cayos.
El departamento se divide en 5 distritos o arrondissements:

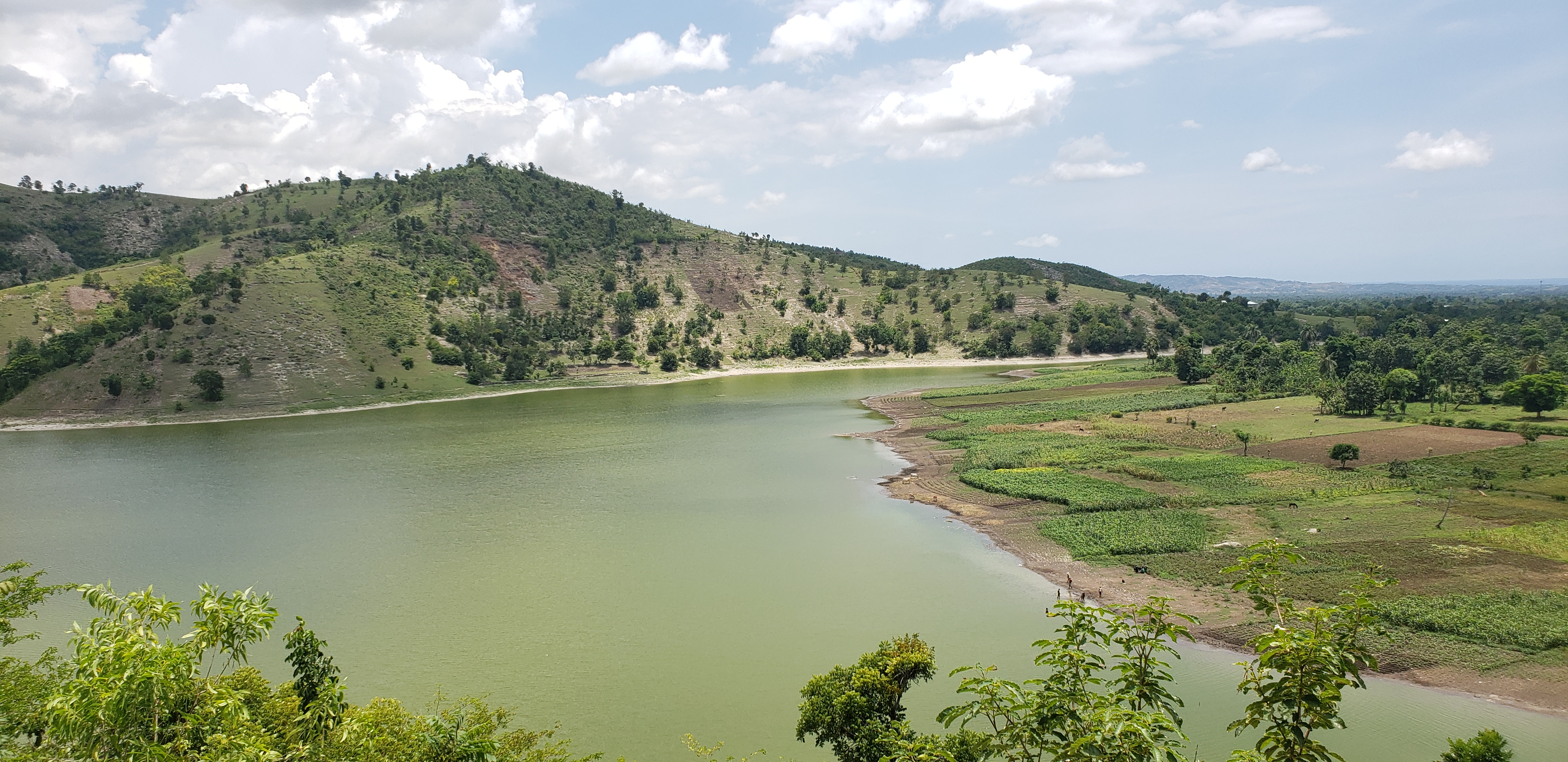
Vista del lago Lachaux desde la ruta 9

1. Aquin
2. Chardonnières
3. Las Laderas
4. Los Cayos
5. Puerto Salud

## Comunas
El departamento Sur posee 17 municipios:
- Anse-Rouge
- Desdunes
- Dessalines
- Ennery
- Grande-Saline
- Gros-Morne
- La Chapelle
- Les Gonaïves
- L'Estère
- Liancourt
- Mermelada
- Montrouis
- Petite-Rivière-de-l'Artibonite
- San Marcos
- San Miguel de la Atalaya
- Terre-Neuve
- Verrettes